# P.R.O.B.E.
P.R.O.B.E. ist ein fünfteiliger Direct-to-Video-Ableger der britischen Fernsehserie Doctor Who. Dr. Liz Shaw, eine ehemalige Begleiterin des dritten Doktors, untersucht gemeinsam mit der P.R.O.B.E.-Einheit ungewöhnliche Vorkommnisse und Morde. Da sich die Einheit insbesondere um paranormale Aktivitäten bemüht, bringt sie das immer wieder in Schwierigkeiten mit den Vorgesetzten. Hauptdarsteller waren Caroline John und Louise Jameson. Da John im Jahr 2012 verstarb wurden die Rollen im letzten Film, When to Die, neu besetzt mit Hazel Burrows und Georgette Ellison.

## Entstehung und Veröffentlichung
P.R.O.B.E. ist ein Ableger von der britischen Fernsehserie Doctor Who. P.R.O.B.E. steht für Preternatural Research Bureau, einer Einheit, die sich mit paranormalen Aktivitäten auf der Erde beschäftigt. Bill Baggs produzierte die Filmreihe und führte die Regie. Mark Gatiss schrieb das Drehbuch zu den ersten vier Filmen, Bill Baggs das Drehbuch zum letzten Film. Mark Gatiss war jedoch nicht nur als Drehbuchautor tätig, sondern spielte auch selbst ein paar Rollen in den ersten drei Filmen. Die BBC erlaubte es den Beteiligten die Begleiterin des dritten Doktors, Liz Shaw, in dem Filmen auftauchen zu lassen. Jedoch durfte diese in der Filmreihe nicht von ihren vergangenen Abenteuern mit dem Doktor sprechen. Auch andere Elemente aus Doctor Who durften nicht übernommen werden. In der Werbung für die offizielle Videoveröffentlichung wurde P.R.O.B.E. als die britische Version von Akte X angepriesen. Neben Caroline John (Liz Shaw) waren auch viele weitere aus Doctor Who bekannte Darsteller in der Serie zu sehen, darunter
Louise Jameson (Leela), Jon Pertwee (dritter Doctor), Colin Baker (sechster Doctor), Peter Davison (fünfter Doctor), Sylvester McCoy (siebter Doctor) und Sophie Aldred (Ace). Diese spielten jedoch andere Rolle als in der Doctor Who Serie. P.R.O.B.E. ist der erste Doctor-Who-Ableger mit mehreren Teilen. Anders als andere inoffizielle Doctor-Who-Ableger hat P.R.O.B.E. bisher keinen direkten Einfluss auf andere Doctor-Who-Produktionen genommen. Es wurden weder Figuren, noch Geschehnisse, noch andere kleinere Elemente aus der Filmreihe in weitere Doctor-Who-Produktionen aufgenommen.
Vier der P.R.O.B.E Filme sind auf VHS erschienen. Alle fünf Teile wurden auf DVD veröffentlicht.

## Kritik
Andrew Hickey von Mindless Ones meint, dass P.R.O.B.E. billig produziert sei und auch so aussähe. Das Drehbuch sei genauso, wie man es von Mark Gatiss erwarten würde. Gatiss sei ein talentierter Autor, jedoch fehle ihm hier die Originalität. So wäre von Anfang an klar, worauf alles hinaus laufen würde. Mit äußerst geringem Budget würde versucht sich an der Fernsehserie Akte X – Die unheimlichen Fälle des FBI zu orientieren. Die Rolle des Mulders sei jedoch eine mittelalte Pfeife-rauchende Frau, die klar als Lesbisch beschrieben werde. Das Genre sei eher Gothik-Horror als Science Fiction. Außerdem zeige die Filmreihe einige Verweise auf die Doctor Who Serie.
P.R.O.B.E. sei zwar kein Meisterwerk, aber die Art wie die Filmreihe gemacht sei gäbe ihr etwas einzigartiges und interessantes. Trotzdem sei die Filmreihe weder gut, noch interessant genug um ihr mehr Aufmerksamkeit zu widmen. Sie sei insbesondere für Leute gedacht, die von Doctor Who nicht genug bekämen und auf angemessenen Ersatz warteten.
Richard Radcliffe lobt die Darstellung der Liz Shaw von Caroline John. Jedoch glaube er, dass sie einige der Gastdarsteller noch übertreffen. Auch Louise Jameson würde Patricia Haggard gut darstellen.

## Episoden

### The Zero Imperative (1994)
Das Drehbuch für The Zero Imperative schrieb Mark Gatiss. Bill Baggs führte die Regie und produzierte den 60-minütigen Film. Gedreht wurde The Zero Imperative in einer alten psychiatrischen Klinik. The Zero Imperative ist der letzte Film in dem Jon Pertwee vor seinem Tod zu sehen war. Liz Shaw untersucht die Morde in einer Psychiatrie. Dabei hört sie immer wieder von dem Patienten Zero und versucht herauszufinden, was dieser mit der ganzen Sache zu tun hat.
Besetzung
- Liz Shaw – Caroline John
- Patricia Haggard – Louise Jameson
- Louise Bayliss – Linda Lusardi
- Dr. Jeremiah O’Kane – Jon Pertwee
- Dr. Colin Dove – Sylvester McCoy
- Peter Russell – Colin Baker
- Dr. William Bruffin – Mark Gatiss
- Patient Zero – David Terence
- Dr. Beatrice Hearst – Nicola Fulljames
- Dr. Gilchrist – Patricia Merrick
- Cummings – Jonathan Rigby
- P.R.O. – Sophie Aldred
- Orderly – Simon Messingham
- Orderly – Alexander Kirk
- Orderly – Robert John Preston
- Patient One – Peter Davison
- Daniel – Bill Baggs
- Boy’s Voice – Daniel Mills

Joe Ford meint, dass The Zero Imperative all das habe, was Akte X in den Anfangsjahren so groß gemacht habe. Mark Gatiss hätte ein spannendes und nachdenkliches Skript geschrieben. Es gebe ein reales Gefühl von Angst vor dem Unbekannten, die Darsteller seien auf höchstem Niveau und das spannende Finale lasse einen nach mehr betteln.

### The Devil of Winterborne (1995)
Das Drehbuch für The Devil of Winterborne schrieb Mark Gatiss. Bill Baggs führte die Regie und produzierte den 80-minütigen Film. Der Schulleiter Mr. Whittaker und sein Hund werden ermordet. Liz Shaw findet neben dem Mordplatz Hinweise auf an Satanistisches Ritual. Die Spur führt sie zur Winterborne School. Dort wird dem Schulleiter vorgeworfen, dass er mit dem Morden an einem Schüler und einer Angestellten zu tun hat. Liz Shaw möchte herausfinden, was wirklich vor sich geht.
Besetzung
- Liz Shaw – Caroline John
- Patricia Haggard – Louise Jameson
- D.I. Burke – Terry Molloy
- Brian Rutherford – Geoffrey Beevers
- Mr. Wittaker – Geoffrey Beevers
- Gavin Purcell – Peter Davison
- Barbara Taploe – Charmian May
- Georgie – Mark Gatiss
- Christian – Daniel Matthews
- Andrew Powell – Reece Shearsmith
- Luke – Stephen Dolomore
- Cummings – Jonathan Rigby

Richard Radcliffe meint, dass The Devil of Winterborne eine sehr gute Geschichte sei. Die beste Performance zeige Gastdarsteller Peter Davison. Terry Molloy hingegen würde DI Burke sehr eindimensional spielen Stuart Gutteridge erklärt, dass er The Devil of Winterborne für Mark Gatiss bestes Drehbuch halte.

### Unnatural Selection (1996)
Das Drehbuch für Unnatural Selection schrieb Mark Gatiss. Bill Baggs führte die Regie und produzierte den 47-minütigen Film. Im Jahr 1975 schließt die Regierung heimlich ein Umweltprojekt namens BEAGLE. Alles was auf das Projekt hindeutet wird zerstört. Nun tauchen jedoch mutierte Leichen auf. Liz Shaw glaubt, dass dieses etwas mit dem Projekt zu tun hat und geht dem auf den Grund.
Besetzung
- Liz Shaw – Caroline John
- Patricia Haggard – Louise Jameson
- Julius Quilter – Charles Kay
- Brian Rutherford – Geoffrey Beevers
- Soldier – Stephen Bradshaw
- Soldier – Keith Brooks
- Alfred Emerson – Mark Gatiss
- Col. Ackroyd – Alexander Kirk
- Dr. Gilchrist – Patricia Merrick
- Soldier – Mark Moore
- Security Guard – George Murphy
- Soldier – Gabriel Mykaj
- Clare – Zoe Randall
- Angela – Kathryn Rayner
- Cummings – Jonathan Rigby
- Dr. Dennis Lancaster – Simon Wolfe

Joe Ford lobt das gute Drehbuch und die starken Darsteller des Filmes. Besonders gefalle ihm, dass es viele Hinweise darauf geben würde, wie die Geschichte weiter gehe und der Zuschauer könne während des Filmes raten, wie die Geschichte wohl zu Ende gehe.

### Ghosts of Winterborne (1996)
Das Drehbuch für Ghosts of Winterborne schrieb Mark Gatiss. Bill Baggs führte die Regie und produzierte den 42-minütigen Film. Nach den Ereignissen aus The Devil of Winterborne muss sich Liz Shaw erneut um einen Fall an der Winterborne School kümmern. So wird ein Buch voll mit schwarzer Magie gestohlen und Liz ist sich sicher, dass dies etwas mit ihren vergangenen Erlebnissen an der Winterborne School zu tun hat.
Besetzung
- Liz Shaw – Caroline John
- Patricia Haggard – Louise Jameson
- Gavin Purcell – Peter Davison
- Christian – Daniel Matthews
- Margaret Wyndham – Charmian May
- Andrew Powell – Reece Shearsmith
- Max – David Hankinson
- Ian – Nathan Hamlett
- Librarian – Alan Nicholas

Stuart Gutteridge glaubt, dass The Ghosts of Winterborne der dahin schlechteste P.R.O.B.E. Film gewesen sei. Besonders der hohe Anteil von Gewaltszenen scheine unnötig. Der Handlungsstrang sei dünn und es gebe keine Charakterentwicklung von Liz Shaw. Auch der Anwesenheit der neuen Schulleiterin würde unzureichend erklärt. Positiv seien jedoch die Drehorte, die Traumsequenzen und Peter Davisons Darstellung von Gavin Purcell. Seine Figur hätte sich weiter entwickelt und schiene daher bedrohlicher und glaubwürdiger. Auch das Ende der Folge habe ihm gefallen.

### When to Die (2015)
When to Die wurde 19 Jahre nach dem letzten P.R.O.B.E Film herausgebracht. Bill Baggs führte die Regie, schrieb das Drehbuch und produzierte When to Die. Er hatte zuvor schon länger darüber nachgedacht einen neuen P.R.O.B.E. Film zu drehen, da die Filmreihe sehr erfolgreich war. Als die Hauptdarstellerin Caroline John im Jahr 2012 verstarb, musste er sich überlegen, wie er weiter vorgehen würde. Er entschloss sich When to Die als Tribut für Caroline John zu drehen. Hazel Burrows, die Caroline John sehr ähnlich sieht, sollte Liz Shaw in dem Film darstellen.
Als Liz Shaw von einem Urlaub in Spanien zurückkehrt, muss sie sich um einen neuen zutiefst beunruhigenden Fall kümmern. Sie soll die Wahrheit hinter Korporal 7891Alpha herausfinden. Zunächst scheint es ein einfacher Fall zu sein, aber je mehr Liz herausfindet um so komplexer scheint der Fall zu werden. Jetzt kann ihr nur noch ihre Erfahrung helfen den Fall zu lösen.
Besetzung
- Liz Shaw – Hazel Burrows
- Haggard – Georgette Ellison
- Giles – Bill Baggs
- Secretary of State for Defence – Matthew Ellison
- Security Guard – Danni Fletcher
- Josie Williams – Clare Groome
- Receptionist – Kathrina Gwynne
- Major Johnson – Neil Gwynne
- Charlie Reynish – Ken Hann
- Bennet – Marcus Kinsella
- Soldier – Ruben Sanchez
- Bosnian Diplomat – Brian Stansbridge
- Corporal 7891A – Peter Ward

## Weitere Veröffentlichungen

### Webvideos
2020 wurde der dreiminütige Kurzfilm P.R.O.B.E.: Shadows of Doubt auf Youtube veröffentlicht. Die Serie enthält eine Art Videotagebuchvon Liz Shaws Assistenten Giles (Bill Baggs) aus dem Film When to Die. 2021 folgte die Webserie namens Case Files. Auch diese entlhielt Video Tagebücher von Giles. Die Webserie wurde zunächst auf Youtube veröffentlicht und war später auf DVD zu erwerben. Liz Shaw wird in den Folgen nur erwähnt, aber es wird einiges Neues über sie berichtet. So wird im Videotagebuch Sherwood Sorceress erzählt, dass Liz einen Sohn, Simon, und eine Enkeltochter, Elizabeth Holub, hat.
- Shadows of Doubt (28. Apr. 2020)
- Stacey Facade (5. Feb. 2021)
- Peckham Poltergeist (12. Feb. 2021)
- Shadow People (26. Feb. 2021)
- Varunastra (12. März 2021)
- Doctor X (26. März 2021)
- Goo! (24. Apr. 2021)
- Sherwood Sorceress (24. Apr. 2021)
- Daylight Savings (6. Juni 2021)
- First Entry (10. Juni 2021)
- Kelpie (10. Juni 2021)
- Ichor (5. Juli 2021)
- Fog (6. Juli 2021)
- Lauren Anderson (7. Juli 2021)
- Living Fiction (8. Juli 2021)

### Hörspiele
Die Hörspielserie handelt von einem neuen P.R.O.B.E. Team. Liz Shaw ist nicht mehr dabei. Dafür gibt es Geschichten mit Giles, Agamya, Bedevere, Maxie, Tasha und Archie.
- The Door We Forgot (8. Mai 2021) – geschrieben von James Hornby und James Wylder
- 9 to 5 (15. Mai 2021) – geschrieben von James Hornby
- A Worthy Successor (15. Juni 2021) – geschrieben von James Hornby und James Wylder
- She Came From Another World! (17. Juni 2021) – geschrieben von James Wylder
- What Happened in Manchester (28. Juli 2021) – geschrieben von James Hornby
- Broken Bonds (4. Oktober 2021) – geschrieben von James Hornby

### Geschichten
Kurzgeschichten
Auch die Kurzgeschichten Hörspielserie handelt von einem neuen P.R.O.B.E. Team ohne Liz Shaw mit Maxie, Tasha, Giles, Agamya und Bedevere.
- The Door We Forgot (5. Mai 2020) – geschrieben von James Hornby und James Wylder
- She Came From Another World! (8. Juni 2020) – geschrieben von James Wylder

Anthologie
- Out of the Shadows  (12. Oktober 2021) – geschrieben von James Wylder, James Hornby, Kylie Leane, Stuart Douglas, John Peel, E Southern, Hunter O’Connell, Steve Lyons und Aristide Twain.
- Origin Zero